# Hôtel de la Louvre
L’hôtel de la Louvre ou hôtel de La Noue est un édifice de la commune de Rennes, dans le département d’Ille-et-Vilaine en région Bretagne.

## Localisation
Cet édifice se trouve au centre du département et dans le centre-ville historique de Rennes. Il est situé au numéro 26 de la place des Lices (façade sud principale) et au numéro 21 de la rue Saint-Louis (façade arrière nord). Il est voisin de l'hôtel Racapé de La Feuillée.

## Historique
L’hôtel particulier date de 1659 et est donc contemporain des autres hôtels particuliers de parlementaires qui bordent l'ouest de la place des Lices.
Il est classé au titre des monuments historiques depuis le 22 octobre 1962.

## Architecture
Le bâtiment est construit en pierre et pan de bois sans encorbellement.

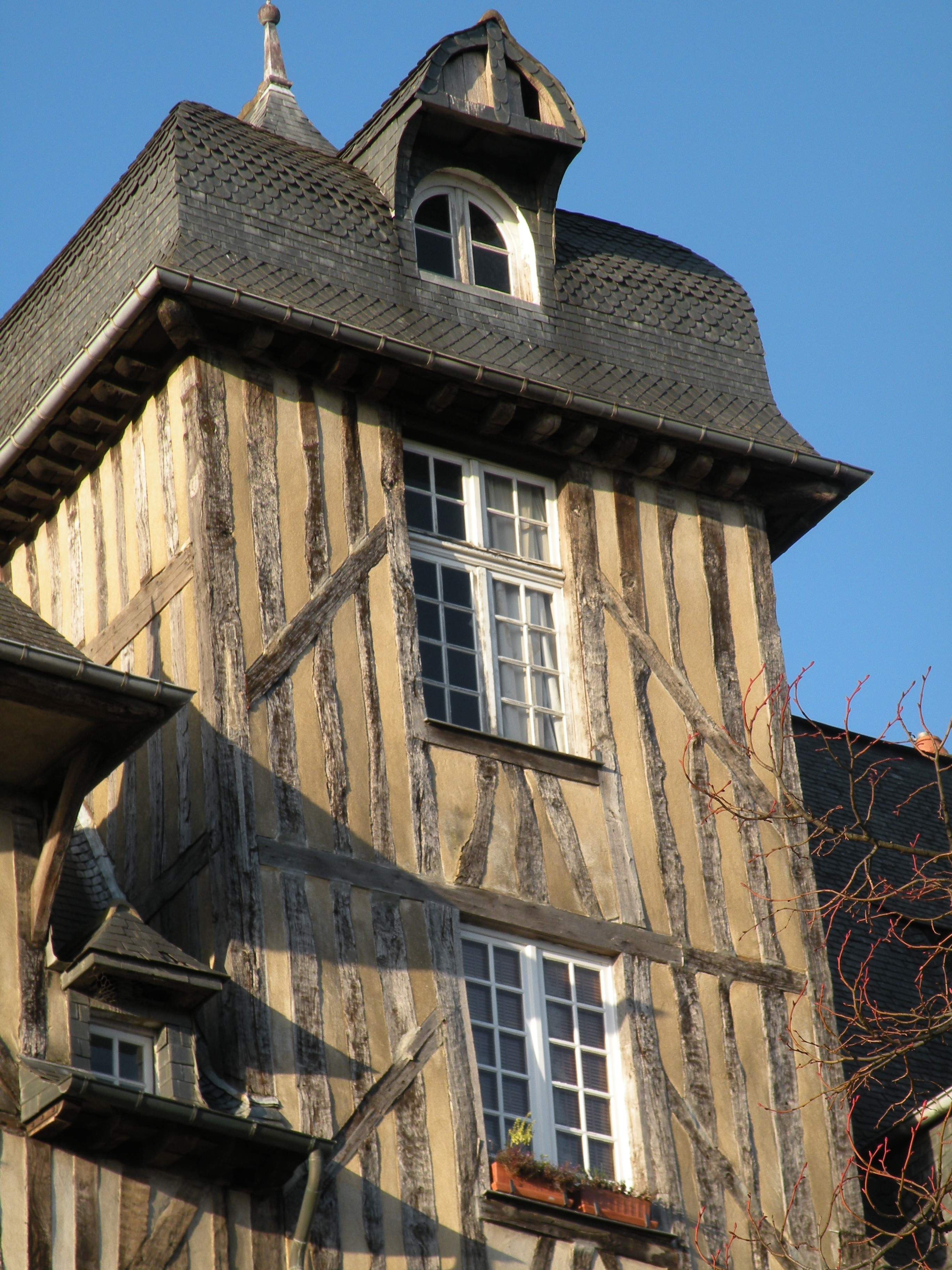
Fenêtre
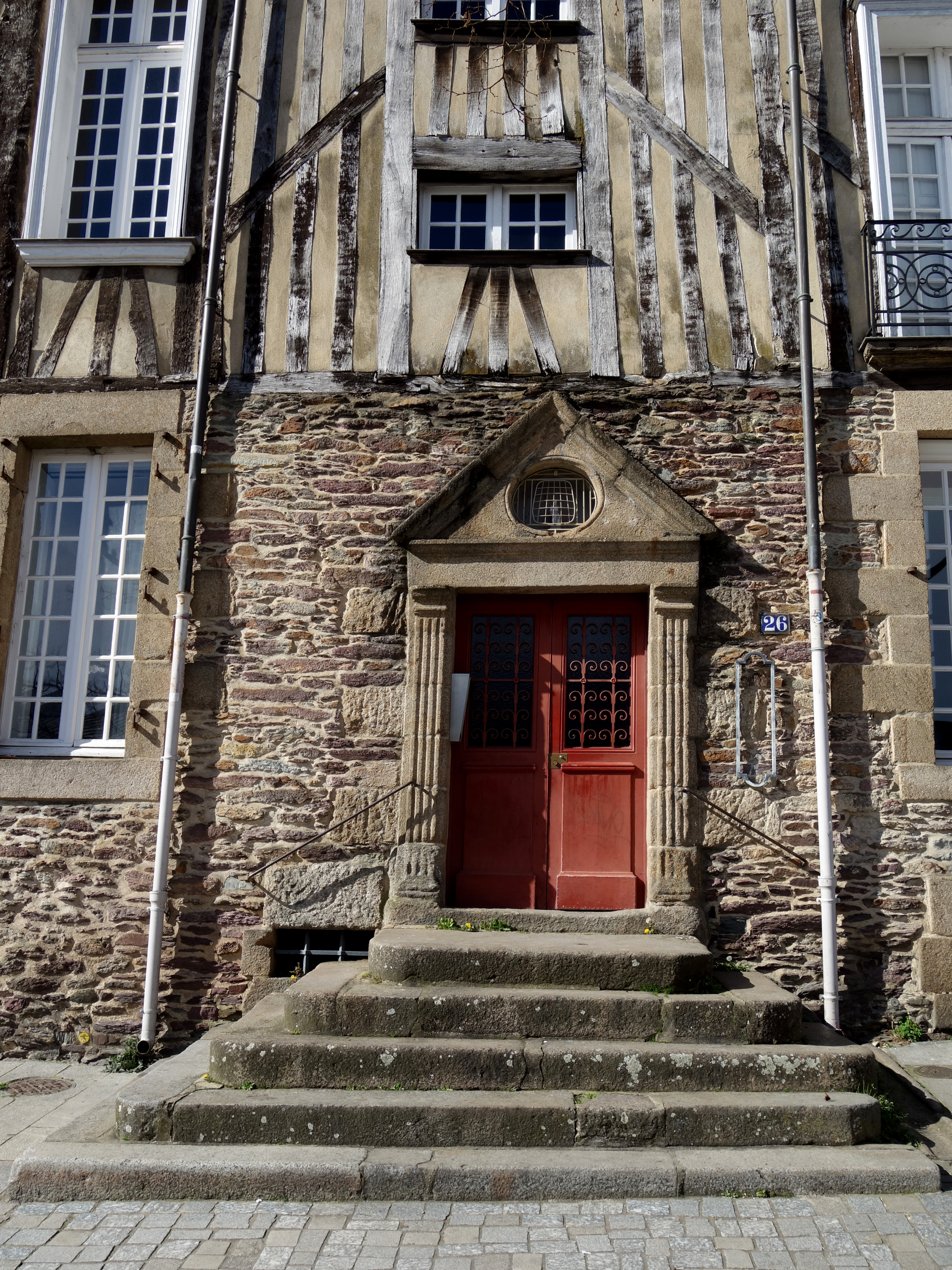
Vue de l'entrée principale
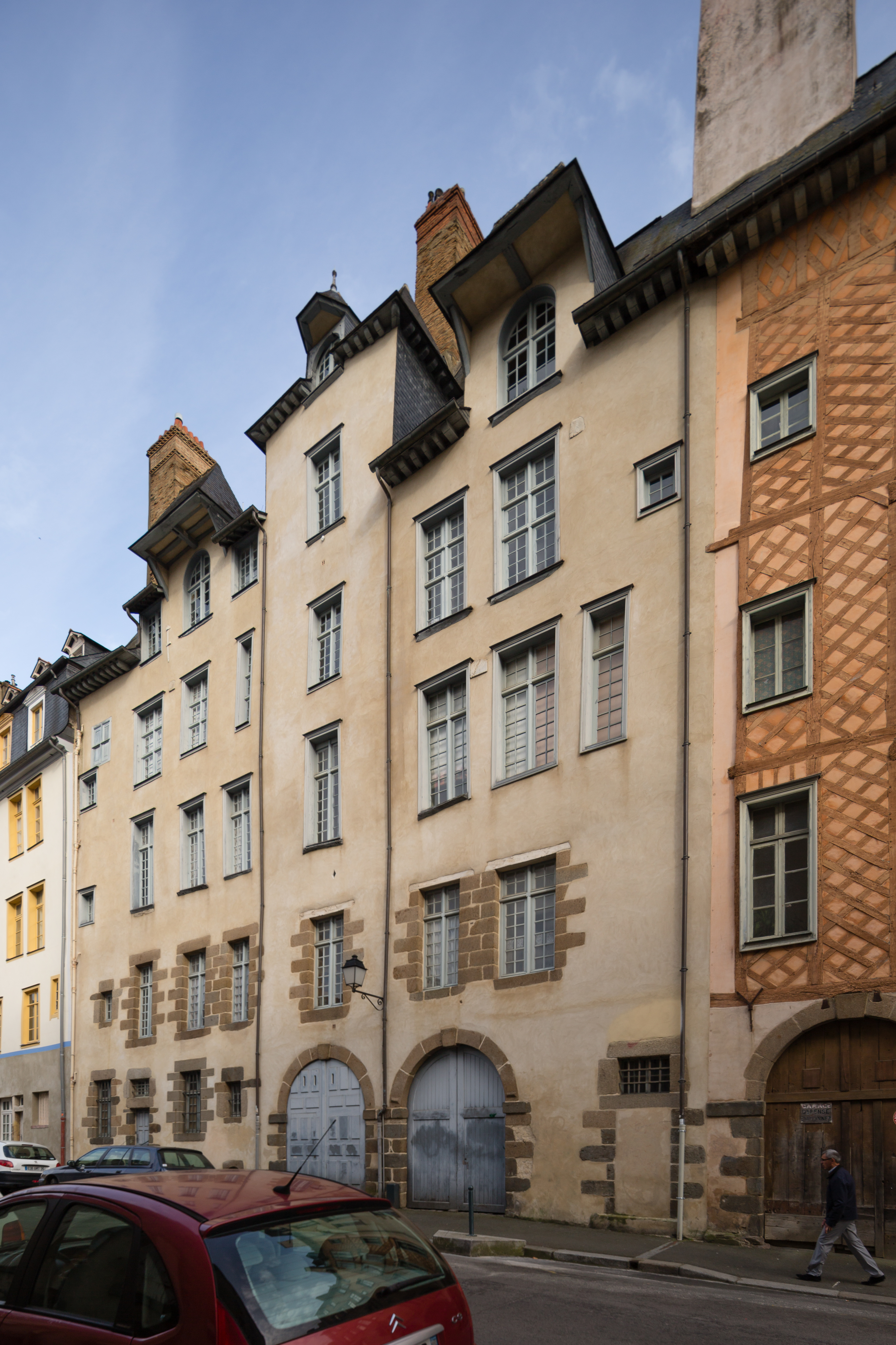
Vue de la façade arrière